# 7. november
7. november er dag 311 i året i den gregorianske kalender (dag 312 i skudår). Der er 54 dage tilbage af året.
Engelbrechts dag. En munk, der blev dræbt af grev Frederik af Isenburg og hans soldater i 1225.

Dagens andet navn er Leonhardus.

### Begivenheder
Født - Dødsfald
- 1550 - Katolicismen på Island ender med halshugningen af biskop Jón Arason og to af hans sønner. Halshugningen sker blandt andet på foranledning af den danske foged Christian Skriver. Denne bliver dræbt året efter af biskoppens datter Thoren.
- 1770 - En bekendtgørelse advarer danskerne om den truende pest, der hærger i alle omkringliggende lande. Pesten er startet som byldepest i Konstantinopel og har bredt sig gennem Europa. I Stockholm er 40.000 døde af pesten; i Karlskrona 16.000. I Danmark bliver der indført strenge karantæne- og kontrolforanstaltninger - men forgæves…
- 1800 - H.C. Ørsted bliver adjunkt ved Københavns Universitet, men uden løn. 7. november 1850 har han 50-års jubilæum og får i dette år oprettet et naturvidenskabeligt fakultet ved universitetet.
- 1892 - Om morgenen bliver den 30-årige Jens Nielsen henrettet med økse i Horsens - dømt for mordforsøg. Han skal blive den sidste, der bliver henrettet i Danmark med “hovedet på blokken”.
- 1905 - Finley Preston henrettes ved hængning i staten Tennessee i USA. Det var den sidste henrettelse ved hængning i staten, og den sidste offentlige henrettelse.
- 1917 - Lenin og hans revolutionære stormer Vinterpaladset i Petrograd (Sankt Petersborg). Oktoberrevolutionen, som dette opgør siden bliver kaldt, fører til bolsjevikkernes magtovertagelse i Rusland, men først i 1921 er den russiske borgerkrig slut, og bolsjevikkerne dermed den endelige sejrherre. Den kaldes Oktoberrevolutionen, da datidens kalender i Rusland angiver datoen 25. oktober.
- 1940 - Tacoma Broen styrter sammen. Videobilleder er siden gået verden rundt. Ingen mennesker kom dog noget til.
- 1956 - Elvis Presley entrer hitlisterne med ”Love Me” denne dag. Det er første gang, en sang bliver en millionsælger uden at være udgivet på en single. Den kommer i stedet på en EP. De andre sange herpå er ”Rip it Up”, ”Paralyzed” og ”When My Blue Moon Turns to Gold Again”.
- 1971 - En æra slutter i Århus, da byens sporvogne kører deres sidste tur.
- 1971 - Trods et nederlag på 0-1 til Frem i sidste runde vinder Vejle det danske mesterskab i fodbold.
- 1972 - Fire bliver dræbt og fabriksanlæg for flere millioner kroner ødelægges ved en eksplosion på Grindstedværket. Utilstrækkelig rensning af kemikalierester er årsagen til eksplosionen.
- 1973 - Erhard Jakobsen stifter det nye parti Centrum-Demokraterne (CD). Dagen før havde Erhard Jakobsen meldt sig ud af Socialdemokratiet, som han var folketingsmedlem for.
- 1989 - DDR’s kabinet træder tilbage efter uroligheder og demonstrationer i mange byer. Dagen efter træder hele Politbureauet tilbage.
- 1989 - For første gang i byen New Yorks historie bliver en sort valgt til borgmester, da et flertal af vælgerne stemmer på demokraten David Dinkins.
- 1990 - Store dele af Universal Studios i Hollywood, USA, brænder. Ingen mennesker kommer noget til, men kulisserne til film som King Kong, Psycho, Hajen og TV-serien Kojak bliver ødelagt.
- 1993 - Evander Holyfield genvinder i Las Vegas, USA, VM-titlen i professionel sværvægtsboksning ved at pointbesejre den regerende mester Riddick Bowe.
- 1993   - Franskmanden Alain Prost vinder for fjerde gang VM i Formel 1. Afgørelsen er dog faldet tidligere på sæsonen. Prost meddeler inden løbet, at han nu stopper sin karriere i Formel 1.
- 1998 - Den 77-årige amerikaner John Glenn vender tilbage til Jorden efter ni dage i rummet med rumfærgen ”Discovery”. 36 år tidligere var han den første amerikaner i rummet – derefter er den 77-årige senator også historiens ældste astronaut.
- 2007 - En 18-årig elev går amok på en skole i Jokela i Finland og skuddræber 7 elever og skolens rektor. Den 18-årige skyder derefter sig selv og dør af sine kvæstelser samme aften.

### Født
- 1728 - James Cook, britisk opdagelsesrejsende (død 1779).
- 1843 - Emil Vett, dansk handelsmand og grundlægger (død 1911).
- 1854 - Olivia Nielsen, dansk politiker og forbundsformand (død 1910).
- 1867 - Marie Curie, polsk-fransk kemiker og modtager af Nobelprisen i fysik og kemi (død 1934).
- 1879 - Lev Trotskij, russisk politiker/revolutionær (død 1940).
- 1886 - Johannes Jørgensen, dansk forfatter (død 1956).
- 1886   - Aaron Nimzowitsch, lettisk-født skakspiller (død 1935).
- 1887 - Bertel Dahlgaard, dansk politiker og minister (død 1972).
- 1903 - Konrad Lorenz, østrigsk adfærdsforsker, psykolog og filosof (død 1989).
- 1907 - Henry Stryhn, dansk fabrikant og grundlægger (død 1995).
- 1913 - Albert Camus, fransk forfatter (død 1960).
- 1918 - Billy Graham, amerikansk vækkelsesprædikant (død 2018).
- 1926 - Joan Sutherland, australsk operasanger (død 2010).
- 1929 - Benny Andersen, dansk forfatter og digter (død 2018).
- 1931 - Bent Hansen, dansk politiker, minister og redaktør (død 2000).
- 1943 - Joni Mitchell, canadisk musiker og sangskriver.
- 1956 - Per Lyngby, dansk adm. direktør og chefredaktør for Nordjyske Stiftstidende.
- 1967 - Sharleen Spiteri, skotsk sanger.
- 1976 - Rob Caggiano, amerikansk guitarist i heavy metalbandet Volbeat og tidligere i Anthrax.
- 1978 - Rio Ferdinand, engelsk fodboldspiller.
- 1990 - David de Gea, spansk fodboldspiller.
- 1991 - Anne Gadegaard, dansk sanger.

### Dødsfald
- 1873 - Thomas Overskou, dansk teaterhistoriker og instruktør (født 1798).
- 1923 - Ludvig Hegner, dansk komponist og kontrabassist (født 1851).
- 1925 - Christian Danning, dansk komponist (født 1867).
- 1962 - Eleanor Roosevelt, amerikansk politiker og præsidentfrue (født 1884).
- 1965 - Knud Almar, dansk skuespiller (født 1889).
- 1967 - John Nance Garner, amerikansk vicepræsident (født 1868).
- 1980 - Steve McQueen, amerikansk skuespiller (født 1930).
- 1992 - Alexander Dubček, slovakisk politiker (født 1921).
- 2000 - Ingrid, dansk dronning (født 1910).
- 2011 - Joe Frazier, amerikansk OL-guldvinder og verdensmester i sværvægtsboksning (født 1944).
- 2016 - Leonard Cohen, canadisk sanger (født 1934).
- 2017 - Hans Schäfer, tysk fodboldspiller (født 1927).
- 2023 - Frank Borman, amerikansk astronaut (født 1928).

|  | Denne datoartikel kan blive bedre, hvis der indsættes et (bedre) billede Du kan hjælpe ved at afsøge Wikimedia Commons for et passende billede eller uploade et godt billede til Wikimedia Commons iht. de tilladte licenser og indsætte det i artiklen. |